# The Somberlain
The Somberlain è il primo album del gruppo black metal svedese Dissection, pubblicato il 3 Dicembre 1993 da No Fashion Records. In seguito è stato ristampato da Nuclear Blast nel 1997 e nel 2004 da Black Lodge Records, che l'anno seguente l'ha pubblicato in versione box set in edizione limitata a 666 copie.
Inoltre nel 2006 è stato ristampato da The End Records con un CD bonus contenente tracce di vecchi demo, due tracce live e l'EP Into Infinite Obscurity.

## Tracce
1. Black Horizons (Jon Nödtveidt, John Zwetsloot) - 8:12
2. The Somberlain (Nödtveidt) - 7:07
3. Crimson Towers (Zwetsloot) - 0:50
4. A Land Forlorn (Nödtveidt, Peter Palmdahl) - 6:40
5. Heaven's Damnation (Nödtveidt, Zwetsloot) - 4:42
6. Frozen (Nödtveidt) - 3:47
7. Into Infinite Obscurity (Zwetsloot) - 1:05
8. In The Cold Winds of Nowhere (Nödtveidt, Zwetsloot) - 4:22
9. The Grief Prophecy/Shadows Over a Lost Kingdom (Nödtveidt, Ole Öhman) - 3:31
10. Mistress of the Bleeding Sorrow (Nödtveidt, Zwetsloot) - 4:36
11. Feathers Fell (Zwetsloot) - 0:41

### Bonus track (ristampa2006)[3]
1. Shadows Over a Lost Kingdom (Remastered Original Mix) - 2:50
2. Son of the Mourning (Remastered Original Mix) - 3:24
3. Into Infinite Obscurity (Remastered Original Mix) - 1:05
4. Frozen (Remastered Original Mix) - 3:28
5. In the Cold Winds of Nowhere (Remastered Original Mix) - 4:00
6. Feathers Fell (Remastered Original Mix) - 0:53
7. Mistress of the Bleeding Sorrow (Remastered Original Mix) - 4:17
8. The Call of the Mist (Remastered Original Mix) - 3:59
9. Severed into Shreds (Remastered) - 4:27
10. Satanized (Remastered) - 2:52
11. Born in Fire (Remastered) - 2:39

## Formazione[4]
- Jon Nödtveidt - voce, chitarra elettrica, chitarra acustica, copertina
- John Zwetsloot - chitarra
- Peter Palmdahl - basso
- Ole Öhman - batteria